# Панин, Михаил Викторович
Михаил Викторович Панин (15 января 1961, Усть-Каменогорск, Казахская ССР) — советский хоккеист, мастер спорта СССР международного класса; российский хоккейный тренер.

## Игровая карьера
Воспитанник усть-каменогорского «Торпедо». Выступал за юношеские и юниорские сборные СССР с шестнадцати лет.
В 1978 году на чемпионате Европы среди юниорских команд, проходившем в финских городах Хельсинки и Вантаа, стал обладателем серебряной медали.
В 1979 году на чемпионате Европы среди юниорских команд в польских городах Тыхы и Катовице где сборная заняла 3 место, был включён в символическую сборную турнира.
В 1980 году на чемпионате мира по хоккею среди молодёжных команд, вновь проходившем в финских городах Хельсинки и Вантаа, стал в составе сборной СССР обладателем золотой медали.
В 1981 году на чемпионате мира среди молодёжных команд, проходившем в ФРГ, в составе сборной СССР стал обладателем бронзовой медали.
В 1981 году в составе ЦСКА стал обладателем Кубка европейских чемпионов, выступая в одной тройке с Валерием Харламовым и Александром Лобановым.
В составе ЦСКА дважды стал чемпионом СССР в сезонах 1980/81 и 1981/82.
В составе ленинградского СКА стал бронзовым призёром в сезоне 1986/87.
Перейдя в «Крылья Советов», завоевал бронзовую медаль чемпионата СССР в сезоне 1988/89 и Кубок Лиги 1989 года.
Последние годы карьеры игрока провел в германских клубах бундеслиги и командах 2 дивизиона.

## Достижения
- Обладатель Кубка Европейских чемпионов (1981)
- Обладатель серебряной (1978) и бронзовой (1979) медалей юниорских чемпионатов Европы
- Обладатель золотой (1980) и бронзовой (1981) медалей молодёжных чемпионатов мира
- 2-кратный чемпион СССР (1980/81, 1981/82)
- 2-кратный бронзовый призёр чемпионата СССР (1986/87, 1988/89)
- Обладатель Кубка Лиги 1989

## Тренерская карьера
Тренерская карьера началась в клубах низших германских лиг.
Переехав в Россию, тренировал «Ижорец», выступавший в 1-й и высшей лиге в 1996—1999, 2001—2002 годах. В 2007 году возглавил «Барыс». Работал с командой в 1 и высшей лиге российского чемпионата. В 2008 году по окончании контракта вернулся в Санкт-Петербург, работал со студенческой командой, преподавал.